# 狮子冲南朝大墓
狮子冲南朝大墓位于江苏省南京市栖霞区栖霞街道新合村獅子沖的北象山南麓:33，是两座南朝皇家陵墓，墓主身份多有争议。
经过2013年的考古发掘，其中M1号墓被认为是昭明太子萧统的安陵，M2号墓被认为是其母丁令光的宁陵:47，即安宁陵:55。

## 历史
距两座墓葬三百余米处:33，留存有两座石像生。分别为石天禄、麒麟各一。二者分距东西，相距26米，天禄已残，麒麟长3.1米，胸宽1.45米，高2.85米。按南朝陵寝制度，此类石像生应属帝陵。
中国学界对墓主有两说，一为宋文帝长宁陵，二为陈文帝永寧陵。1930年代，历史学家朱希祖排除长宁陵之说。1988年时，相关单位采用朱希祖观点:47，以永宁陵石刻之名:33，列入南京南朝陵墓石刻之一，成为全国重点文物保护单位。
2012年初，南京市政府要求相关部门着手编制南京南朝陵墓石刻总体保护规划，提出在永宁陵石刻所在的狮子冲编制南朝陵墓石刻遗址公园的规划。11月上旬，南京市博物馆考古队对永宁陵石刻建设控制地带内的地区进行考古勘探，在石刻西北350米处，发现两处墓葬。月底，向上级部门申报进行考古发掘，获得国家文物局的发掘证照。2013年1月至6月，南京市博物馆考古部（南京市考古研究所）正式进行考古发掘:33。1月30日，南京市文广新局召开座谈会，局长陈光亚介绍，两座墓葬极有可能为永宁陵。中国考古界一直有不主动发掘帝陵的传统。南京文物部门此举引发争议。7月，应国家文物局要求，对暂停发掘的两座墓葬进行保护性回填。据出土资料（砖面刻划「中大通弍年」、「普通七年」），两座墓主推断為昭明太子蕭統及其生母丁令光，而非陈文帝:33:55。
虽然推定墓主非陈文帝，但做为全国重点文物保护单位，永宁陵石刻改名仍需一定程序。

## 陵墓
两座墓室的编号分别是2013NQSM1、M2:47。两座墓葬的墓门、墓室损毁严重，非普通盗墓所为。《南史》杜崱传记载，杜崱兄弟因灭家之仇“发安宁陵焚之”。推测墓室的损毁即是杜崱兄弟的报复行为:55。